# Zittaartse Molen
De Zittaartse Molen (ook: Molen van Zittaart, Haanvense Molen, Haenvense Molen of Koffiepotmolen) is een windmolen in de tot de Antwerpse gemeente Meerhout behorende plaats Zittaart, gelegen aan Lindestraat 55.
Deze halfopen standerdmolen fungeerde als korenmolen.

## Geschiedenis
In 1801 werd hier een achtkante houten grondzeiler gebouwd, maar deze werd op 12 mei 1940 door het Belgische leger opgeblazen. De molenaar kocht een verlaten standerdmolen, gelegen in Haanven bij Veerle, die in 1720 was gebouwd. Deze werd overgebracht naar Zittaart en draaide in hetzelfde jaar al weer.
Uiteindelijk raakte de molen in verval, maar werd vanaf 1979 weer door vrijwilligers in bedrijf genomen. De molen is maalvaardig.
- Inventaris van het Bouwkundig Erfgoed (Vlaanderen): 52660